# Предчувствие любви
«Предчувствие любви» или «Предчувствие любви: Сказка для взрослых» — советский художественный фильм 1982 года.

## О фильме
Фильм вышел в прокат 18 декабря 1982, был снят на «Мосфильме».
Режиссёром стал Тофик Шахвердиев.
Роли влюблённой пары сыграли супруги Александр Абдулов и Ирина Алфёрова. Этот фильм стал одним из трёх, где Абдулов и Алфёрова играли вместе. (Второй — телефильм «Суббота и воскресенье» режиссёра Константина Апрятина, и третий — художественный фильм «С любимыми не расставайтесь» режиссёра Павла Арсенова.)
И одним из всего двух полнометражных игровых фильмов, снятых режиссёром Тофиком Шахвердиевым (второй называется «Двое в новом доме»).

## Сюжет
В поисках идеальной девушки изобретатель Сергей (Александр Абдулов) едва не проходит мимо настоящей любви, но находит её в лице «обаятельной скромницы» Леночки (Ирина Алфёрова).

## В ролях
| Актёр               | Роль                                                   |
| ------------------- | ------------------------------------------------------ |
| Александр Абдулов   | изобретатель Вишняков                                  |
| Ирина Алфёрова      | Елена (девушка-видение; озвучила Анастасия Вертинская) |
| Михаил Глузский     | начальник отдела Крюков                                |
| Рома Меркулов       | мальчик                                                |
| Владимир Басов      | экскаваторщик дядя Вася                                |
| Татьяна Кравченко   | Ольга                                                  |
| Семен Фарада        | отец Ольги                                             |
| Александр Карин     | Альберт (жених Ольги)                                  |
| Гия Перадзе         | отец Альберта                                          |
| Игорь Ясулович      | Давидюк (изобретатель прибора для одиноких)            |
| Михаил Светин       | химик Никандров (изобретатель облегчителя)             |
| Георгий Строков     | фотограф                                               |
| Лидия Смирнова      | Марья Георгиевна                                       |
| Георгий Георгиу     | начальник Облрацпредла им. Ивана Кулибина              |
| Татьяна Семёнова    | Эпизод                                                 |
| Наталья Крачковская | мать Ольги                                             |
| Виталий Леонов      | посетитель культурного пивбара «Братья по разуму»      |
| Владимир Ухин       | телеведущий Владимир Иванович                          |
| Виктор Филиппов     | посетитель культурного пивбара «Братья по разуму»      |
| Мамука Херхеулидзе  | инспектор ГАИ                                          |
| Юрий Чернов         | сослуживец Сергея Вишнякова                            |
| Элла Ярошевская     | секретарша (не указана в титрах)                       |

## Справочные данные

### Съёмочная группа
- Режиссёр: Тофик Шахвердиев.
- Авторы сценария: Валерий Зеленский, Тофик Шахвердиев.
- Оператор: Григорий Беленький.
- Композитор: Микаэл Таривердиев.
- Текст песен: Николай Добронравов.
- Исполнение песен: вокальное трио «Меридиан» (Надежда Лукашевич, Владимир Ситанов и Николай Сметанин).
- Художники-постановщики: Наталья Мешкова, Владимир Коровин.
- Звукорежиссёр: Альберт Авраменко.
- Монтаж: Надежда Веселовская.

### Технические данные
- Тип фильма: художественный
- Вид фильма: кинофильм
- Метраж: полнометражный
- Звук: стерео
- Формат: обычный (1:1,37)[3]

## Критика
- Александр Фёдоров:

История, рассказанная в фильме Шахвердиева, прямо скажем, маловероятна.
Однако она и не претендует на вероятность и правдоподобие. Режиссёр погружает нас в атмосферу фантазии, сказку. А в сказке, как известно, возможно всё. Прыжок с пятого этажа, после которого герой лишь отряхнёт запылившиеся брюки. Таинственный «облегчитель», заставляющий тяжёлый письменный стол свободно парить в воздухе. Я уж не говорю о таких мелочах, как вечный двигатель…
Актёры Александр Абдулов и Михаил Глузский в этой стихии свободны, раскованы: играют чуть отстранённо, иронично, но искренне. Абдулову досталась главная роль изобретателя, мечтающего о женщине своей жизни: о той, которая всегда проходит мимо, оставаясь недосягаемой мечтой…
А вот Ирина Алферова … в слаженный актёрский ансамбль вписывается с трудом. В фильме она исполняет сразу две роли: загадочную незнакомку и женщину-фотографа.
Незнакомка (быть может, оттого, что показана она в струящихся одеждах и на общем плане) получилась у неё лучше. А вот характер земной женщины вышел послабее: в игре актрисы ощутима скованность; она никак не может найти верный рисунок образа, сочетающего эксцентрику и быт.
…И всё же, в фильме Т.Шахвердиева лирическая сторона уступает комедийной.
- Кинокритик Пётр Смирнов в «Советском экране» оценил «Предчувствие любви» в целом позитивно: «В фильме несложная история «пропета» так изящно, лирично и проникновенно, что мы вместе с его героями испытали в конце концов не только предчувствие любви, но и саму любовь. Любовь к симпатичным чудакам, о которых нам рассказали с мягким, ненавязчивым юмором, добротой и поэтичностью. К сожалению, не всё из калейдоскопа сказочных небылиц и приключений полноценно: некоторым эпизодам не хватает порой взлёта фантазии, а в некоторых, напротив, ощущается её «перебор». … (но) хорошее настроение не покидает нас ни во время сеанса, ни после него» (Смирнов, 1983: 6–7).